# Die with a Smile
«Die with a Smile» es una canción de los cantautores estadounidenses Lady Gaga y Bruno Mars, incluida en el octavo álbum de estudio de Gaga, Mayhem (2025). Fue escrita y producida por ambos intérpretes con apoyo de D'Mile y Andrew Watt, con James Fauntleroy figurando igualmente como compositor de la música. Escrita como una balada soft rock, su letra habla sobre el amor incondicional de una pareja, donde ambos relatan que morirían felices si están al lado del otro. Su lanzamiento a nivel mundial como sencillo tuvo lugar el 16 de agosto de 2024, a través del sello discográfico Interscope Records.
La canción recibió la aclamación por parte de la crítica especializada, quienes destacaron las voces de ambos artistas, así como la instrumentación y peso emotivo de la letra. Comercialmente, supuso un éxito a nivel mundial tras alcanzar la primera posición del listado Global 200, puesto que mantuvo durante dieciocho semanas, así como llegar al número 1 en Canadá, los Estados Unidos, India, Indonesia, Noruega, Singapur, Suiza, entre otros. También ubicó el segundo puesto en otros territorios como Australia, Austria y el Reino Unido. De igual manera, rompió el récord de la canción que más rápido llegó a mil millones de reproducciones en Spotify y la que más días permaneció en el primer puesto del listado diario de las más escuchadas a nivel global, además de ser nombrada como la más viral de 2024 en la plataforma. Según la IFPI, fue la decimocuarta más exitosa de 2024 con 1.08 mil millones de streams globales. Por otra parte, recibió un Grammy como mejor interpretación de pop de dúo/grupo, así como una nominación por canción del año.
Como parte de la promoción, un videoclip dirigido por Mars y Daniel Ramos fue lanzado simultáneamente con la canción y muestra a ambos artistas cantando juntos en un estudio inspirado en la televisión de los años 1970, con Gaga tocando el piano y Mars la guitarra. Además, el dúo la interpretó por primera vez en agosto de 2024 durante un concierto de Mars en Los Ángeles y poco después en Las Vegas, actuación que posteriormente sería publicada de manera oficial. Ambos artistas también presentaron versiones en solitario en conciertos y programas de televisión.

## Antecedentes y lanzamiento
En junio de 2024, Mars ofreció una entrevista al periódico Las Vegas Review-Journal, donde expresó su deseo en colaborar con Gaga tras verla actuar en Las Vegas como parte de Lady Gaga: Enigma. Dos meses después, el 8 de agosto, la revista digital Hits Daily Double publicó un artículo sobre rumores de una potencial colaboración entre ambos titulada «Die with a Smile», que sería publicada más tarde en el mismo mes de agosto, aunque no había una confirmación. Durante los días posteriores, ambos artistas estuvieron interactuando mutuamente en redes sociales, hasta que confirmaron la colaboración y anunciaron que se publicaría esta misma noche junto con su videoclip. Simultáneamente, revelaron la portada del sencillo, donde aparecen ambos lucen trajes wéstern rojos y azules que combinan, con Gaga sosteniendo un cigarrillo entre sus dedos y Mars posando con un sombrero de vaquero blanco en la cabeza.
Acerca de trabajar juntos, Gaga destacó el «inexplicable talento» de Mars y resaltó tanto su musicalidad y como visión «de otro nivel», mientras que el cantante expresó que colaborar con Gaga había sido «un honor» y destacó que su talento aportó una magia especial a la canción. Aunque inicialmente la cantante afirmó que no formaría parte de su siguiente álbum, el 19 de diciembre dijo a la revista Los Angeles Times que sí estaría incluida, tras declarar: «Es una parte enorme de mi álbum, era como una pieza faltante».

## Composición y grabación
«Die with a Smile» es una canción de género pop y soft rock, con elementos del soul. Fue escrita por Gaga, Mars, D'Mile, Andrew Watt, James Fauntleroy, mientras que su producción quedó a cargo de los cuatro primeros. Su letra habla sobre el amor incondicional de una pareja, que interactúa a través de los versos y relata que ambos morirían felices si están al lado del otro en un hipotético fin del mundo. Para Abbie Reynolds de la radio británica Capital FM, «trata sobre no dar por sentado el amor y aferrarse a él porque, realmente, no sabemos cuándo podría acabarse el mundo».
Sobre el proceso de escritura y grabación, Gaga explicó que una noche se encontraba trabajando en su siguiente álbum en un estudio en Malibú y recibió una llamada de Mars, quien la invitó a otro estudio cerca de donde se encontraba para escuchar una canción que había estado escribiendo. Al detallar la experiencia, explicó que: «Fui a verlo como a las 10 de la noche. Me mostró la idea y luego escribimos el segundo verso. La grabamos a las 2 de la mañana. Bruno tenía una manera exacta en la que quería que sonara, y yo quería darle eso». Además, mencionó que buscaron que las armonías fueran «muy de los años 70» y se inspiraron en las colaboraciones entre Carole King y James Taylor durante el proceso creativo. Posteriormente, a mediados de diciembre, declaró en una entrevista con Los Angeles Times que:

Recuerdo sentir que era una canción que la gente necesitaba escuchar. Escribo música todo el tiempo, y a veces sientes que estás haciendo algo que a algunas personas les gustará. Pero hay otras veces que trabajas en algo y simplemente sabes que va a hablar profundamente a todo tipo de personas. Lo supe de inmediato.

Por su parte, Watt describió la sesión de grabación como «tan clásica como se puede ser» y destacó que todo se grabó en vivo. Según declaró, Gaga escribió los acordes y las líneas de bajo mientras Mars tocaba la guitarra, y juntos estructuraron la canción de manera orgánica. También añadió que la instrumentación se grabó sin programación digital, lo que le dio un «sonido crudo y auténtico» a la pista, y explicó que «simplemente comenzaron a tocar, cantando y organizando las armonías en el momento». De acuerdo con la partitura publicada por BMG Rights Management en el sitio Musicnotes, «Die with a Smile» está escrita en la tonalidad de la mayor y tiene un tempo lento de 52 pulsaciones por minuto. El registro vocal de ambos intérpretes engloba notas graves desde sol menor hasta mi mayor.

## Recepción

### Comentarios de la crítica

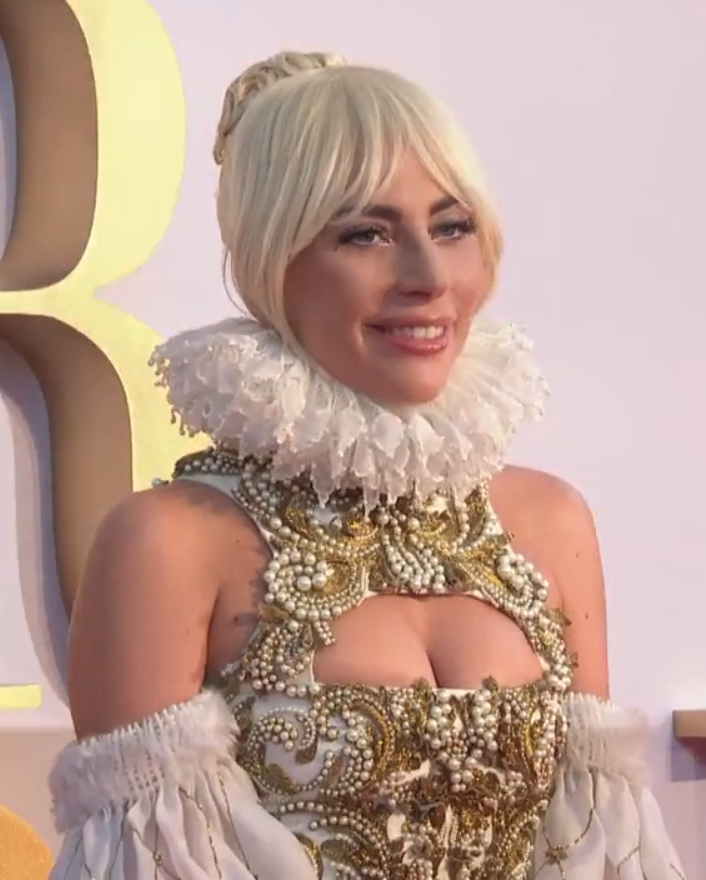
«Die with a Smile» fue definida como «una secuela espiritual» de «Shallow».

«Die with a Smile» recibió la aclamación por parte de la crítica, quienes elogiaron principalmente las voces de Gaga y Mars, así como la instrumentación y el peso emocional de la letra. El escritor Robin Murray de la revista Clash la calificó con ocho estrellas de diez y la describió como «un homenaje a esos exuberantes duetos de los años 70, que a la vez se siente profundamente moderno; ambos artistas brillan, pero hay una química indudable aquí que le permite a "Die With A Smile" tener una identidad propia». Jake Viswanath de Bustle aseguró que «mezcla las emotivas melodías pop de Gaga con las influencias R&B de la vieja escuela de Mars, con una instrumentación vibrante adictiva, en una canción abrumadoramente romántica y devastadora que retrata a dos amantes que quieren vivir sus últimos momentos juntos». Por su parte, Jem Aswad de Variety dijo que contiene «voces imponentes, un gran estribillo, guitarras suavemente rasgueadas y un clímax espectacular en el final». Lindsay Zoladz de The New York Times sostuvo que «es una canción soft rock exuberante acentuada por una guitarra ligera y aguda. Cuando cantan juntos el estribillo, logran el equilibrio justo entre agallas y refinamiento: simplemente dos profesionales consumados haciendo lo suyo». Joey Nolfi de Entertainment Weekly la definió como «una secuela espiritual de "Shallow"», mientras que Peter Källman de Music Talkers elogió la colaboración como «una obra maestra llena de alma» y también destacó cómo «los dos artistas han logrado que sus voces se complementen a la perfección: Gaga aporta una profundidad conmovedora, mientras que la voz de Bruno sobresale con un tono rasposo, como un zumbido perfecto».
Brittany Spanos de Rolling Stone señaló que «la nueva canción pone en plena exhibición las potentes voces del dúo», mientras que Paul Grein de Billboard destacó la química única entre ambos artistas y añadió que «es un éxito inmediato, una combinación hecha en el paraíso de los Grammy». Al debatir sobre la canción, los críticos de Consequence of Sound comentaron que es «una mezcla impecable y sencillamente hermosa. Si bien no es un gran salto, es una colaboración que está a la altura de lo que pueden ofrecer sus dos estrellas». Asimismo, añadieron que:

Lady Gaga se combina maravillosamente con la nítida voz de Mars, y su carisma vocal está a la par con el de su compañera de dúo de principio a fin. Después de todo, Gaga no es ajena a un sonido retro, y puede cambiar de roles y épocas sin problemas como si estuviera hojeando un catálogo de moda. Como vimos en Silk Sonic, Mars prospera cuando tiene a alguien con quien trabajar en tiempo real; si bien Gaga no aporta el mismo tipo de actitud descarada que proporcionó .Paak, sí tiene coros potentes y armonías deliciosas.

Jordi Bardají del sitio Jenesaispop la describió como una «balada atemporal», mientras que Sam Damshenas de la revista británica Gay Times sostuvo que es «una balada cinematográfica de pop rock con letras melosas e icónicas al instante». Otros críticos fueron menos entusiastas, como Drew Gillis de The A.V. Club, quien dijo que «"Die with a Smile" es ciertamente competente, sería casi imposible que no lo fuera. Pero la canción parece destinada a desvanecerse en el fondo: de un TikTok, un viaje en auto, un pasillo de supermercado. La propia Gaga juega un papel mucho más secundario con respecto a la melodía inicial de Mars».
La revista Billboard ubicó a «Die with a Smile» en el puesto número 21 de su lista de las 100 mejores canciones de 2024 y escribió que «este dramático dúo demuestra por qué Bruno Mars y Lady Gaga son dos de las mayores estrellas del pop del siglo XXI, desde su sonido atemporal hasta sus armonías apasionadas y emocionales». Asimismo, USA Today la posicionó en el puesto 5 de las 10 mejores canciones del año, mientras que Uproxx también la destacó como una de las mejores de 2024 al calificarla como «un épico regreso para ambos artistas, impulsado por una química natural y vocalizaciones que parecían alcanzar las nubes».

### Rendimiento comercial
Global
Solo en 2024, «Die with a Smile» logró 1.08 mil millones de streams globales, que la convirtieron en la decimocuarta canción más exitosa del año, según la Federación Internacional de la Industria Fonográfica (IFPI). En su primera semana, logró 75.1 millones de streams en las diversas plataformas y vendió un total de 31 mil copias a nivel mundial, con lo que debutó en la segunda posición del Global 200 de Billboard y marcó el primer top 10 de Gaga, así como el tercero de Mars desde la creación del listado en septiembre de 2020. En su segunda semana, consiguió 97.2 millones de streams y vendió cerca de 12 mil copias, con lo que subió al número 1 del listado y se convirtió en la primera canción de ambos artistas en lograrlo. Permaneció por ocho semanas consecutivas en la cima del conteo, la mayor cantidad por cualquier canción en 2024. De igual manera, rompió el récord del mayor número de semanas generando más de 100 millones de streams a nivel global —previamente ostentado por «Stay» de The Kid Laroi y Justin Bieber—, tras haber excedido dicha cantidad entre el 23 de agosto y el 7 de noviembre.
El éxito de la canción fue destacado por Hugh McIntyre de la revista Forbes, quien señaló que durante el año era poco usual ver que los temas más exitosos continuaran viendo un incremento en ventas y streams por tantas semanas. Para el 13 de noviembre, acumuló más de mil millones de reproducciones a nivel mundial en las diversas plataformas, con Spotify como una de las principales. Poco después, el 20 de noviembre, rompió el récord de la canción que más rápido alcanzó los mil millones, en solo 96 días. Su éxito impulsó a Mars al primer lugar de la lista de los artistas más escuchados en Spotify con 145 millones, y a Gaga al tercer puesto con 116 millones. De igual forma, «Die with a Smile» fue nombrada la canción más viral de 2024 en Spotify tras ser la más compartida desde la aplicación hacia las redes sociales. El 10 de febrero de 2025, se convirtió en la canción con más días en el primer puesto del listado diario de las más escuchadas a nivel global en la plataforma tras permanecer un total de 121 días hasta ese día. También regresó al primer puesto del Global 200 para una novena semana en la cima tras haber conseguido 131.1 millones de streams y 16 mil copias vendidas. Finalmente, totalizó dieciocho semanas en la cima del conteo, que lo convirtieron en la segunda canción con mayor permanencia desde la creación del listado.
América
En los Estados Unidos, la canción alcanzó la primera posición de los más vendidos en iTunes en cuestión de minutos tras haberse publicado y logró aproximadamente 2.78 millones de reproducciones en los servicios de streaming en su primer día. Según Billboard, vendió cerca de 14 mil copias digitales en sus primeros cuatro días y se pronosticaba que debutase dentro de los diez primeros éxitos semanales del país. La canción debutó en la tercera posición del Billboard Hot 100, con lo que se convirtió en la décima octava canción de Gaga y la décima novena de Mars en ingresar al top 10 del listado. En su undécima semana, alcanzó el segundo puesto, donde se mantuvo cuatro semanas consecutivas. Paralelamente, debutó en la cima del Digital Songs y fue el noveno número 1 de Gaga y décimo de Mars. Además, alcanzó el primer lugar en la lista Pop Songs, lo que marcó la octava canción de Gaga en alcanzar la cima, así como la décima de Mars. Con ello, este empató a Justin Bieber como el solista con más números uno en el listado, mientras que Gaga se convirtió en el quinto acto en conseguir al menos un número 1 durante las décadas de 2000, 2010 y 2020. De igual forma, estableció el récord del mayor intervalo entre dos números uno, con trece años, siete meses y dos semanas desde que «Born This Way» lideró en abril de 2011. También alcanzó la cima del conteo Adult Pop Songs, con lo que fue el primer número 1 de Gaga y el cuarto de Mars.
En su vigésima semana, alcanzó el primer puesto del Billboard Hot 100, lo que lo convirtió en el sexto número 1 de Gaga y el noveno de Mars, tras haber logrado 6000 copias vendidas, 59.7 millones en audiencia radial y 27.1 millones de streams; esto último también le permitió llegar al primer lugar del conteo Streaming Songs, que marcó el segundo número 1 de Gaga y tercero de Mars. Adicionalmente, Gaga se convirtió en la tercera artista de la historia en lograr múltiples canciones número 1 en tres décadas diferentes, tras Michael Jackson y Janet Jackson. Posteriormente, logró mantenerse en la cima del Billboard Hot 100 por cinco semanas no consecutivas. En su vigésima quinta semana, llegó al primer puesto del conteo Radio Songs, lo que marcó el tercer número 1 de Gaga y el décimo de Mars. En Canadá debutó en la novena casilla del Canadian Hot 100 y posteriormente ascendió hasta la cima en su vigésima semana, lo que supuso el sexto número 1 de Gaga y el quinto de Mars. En Latinoamérica, llegó al primer lugar en los conteos radiales de Colombia y Venezuela, así como el top 10 en El Salvador, Honduras, Panamá, Paraguay y Uruguay. También ingresó a los diez primeros en los listados generales de Bolivia, Brasil, Chile, Ecuador y Perú.
Europa
En el Reino Unido, ingresó en la séptima posición del UK Singles Chart, lo que marcó el mayor debut de esa semana, así como la décima quinta canción de Gaga en entrar a los diez primeros y la undécima de Mars. En su novena semana dentro del listado, logró ubicar el segundo puesto y más tarde la British Phonographic Industry (BPI) le otorgó doble disco de platino certificando más de 1.2 millones de unidades vendidas en territorio británico. En Irlanda también logró el mayor debut de la semana al ingresar en el puesto trece y en su sexta semana consiguió su mejor posición en el número 3. En los Países Bajos debutó en la décima novena posición y después escaló hasta la cima en su quinta semana, donde se convirtió en el tercer número 1 de Gaga y segundo de Mars; Gaga también pasó a ser la primera artista en lograr un número 1 en tres décadas distintas en el país. En la Región Flamenca de Bélgica alcanzó el primer puesto, mientras que en la Región Valona el segundo. En Suiza, llegó al número 1 en su novena semana, con lo que pasó a ser la cuarta canción de Gaga en llegar a la cima y la segunda de Mars, además de mantenerse cuatro semanas consecutivas en dicha posición. Con esto, recibió un disco de platino tras haber vendido 30 mil unidades en el país.
Entre los países nórdicos, llegó al primer puesto en Noruega en su tercera semana, lo que lo convirtió en el quinto número 1 de Gaga en el país y el segundo de Mars. También alcanzó la primera posición en Islandia, la segunda en Suecia, la cuarta en Dinamarca y la decimotercera en Finlandia. En los países bálticos, alcanzó la primera posición en Estonia, la tercera en Lituania y la quinta en Letonia. Otros países de Europa donde logró el primer puesto fueron Croacia, Grecia, Luxemburgo y Portugal. En Alemania llegó hasta la quinta posición, mientras que en Francia hasta la octava y en España la vigésima segunda. La canción recibió varias certificaciones en el continente, entre las que destacan un disco de diamante en Francia y múltiple platino en Grecia, Polonia y Portugal.
Asia y Oceanía
En Australia, debutó en la décima posición de su lista semanal de éxitos, con lo que pasó a ser la décima sexta canción de Gaga en ingresar a los diez primeros y la décima séptima de Mars. Después subió hasta la segunda posición, donde se mantuvo por dos semanas consecutivas. En Nueva Zelanda, ingresó directamente en la primera posición, lo que marcó el cuarto número 1 de Gaga en el país y el sexto de Mars, además que permaneció nueve semanas consecutivas en la cima. La canción gozó de vasto éxito comercial en Asia tras haber alcanzado la primera posición de las listas semanales de éxitos de India, Indonesia, Malasia y Singapur, así como en Filipinas, donde además Gaga y Mars se convirtieron en los primeros artistas no filipinos en llegar a la cima del Philippines Hot 100 desde la reintroducción del conteo en julio de 2024. Por otro lado, consiguió el segundo lugar en Hong Kong y el cuarto lugar en Taiwán. Dentro de la región de Oriente Medio, logró el primer puesto en Arabia Saudita, los Emiratos Árabes Unidos, Líbano e Israel.

### Reconocimientos
Tras la buena respuesta de la crítica, la canción rápidamente destacó como una de las favoritas para ganar los galardones por canción y grabación del año en la 67.ª edición de los Premios Grammy. Finalmente recibiría la nominación por canción del año, así como mejor interpretación de pop de dúo/grupo, mientras que D'Mile figuró entre los candidatos a productor del año, no clásico por su trabajo en ella. Durante la ceremonia celebrada el 2 de febrero de 2025, ganó como mejor interpretación de pop de dúo/grupo, con lo que Gaga impuso el récord de más victorias en dicha categoría (3), mientras que Mars extendió su racha de galardones consecutivos sin derrotas (12). Por otro lado, la ausencia de «Die with a Smile» entre los candidatos a grabación del año fue destacada por la revista Billboard como una sorpresa.
El 1 de noviembre de 2024, ganó como colaboración internacional del año en los NRJ Music Awards, mientras que el 5 de diciembre del mismo año ganó dos Premios Musa, uno de ellos también en la categoría colaboración internacional del año. Por otro lado, fue nominada en una categoría similar en los MTV Europe Music Awards, además de recibir cinco nominaciones en los Gold Derby Music Awards. Además, recibió nominaciones en las categorías de mejor colaboración y mejor video musical en los iHeartRadio Music Awards.

## Promoción

### Vídeo musical
El videoclip acompañante fue publicado en simultáneo con la canción el 16 de agosto de 2024 y estuvo dirigido conjuntamente por Mars y Daniel Ramos. En este aparecen ambos intérpretes cantando en un estudio de televisión con trajes azules, con Mars usando también un sombrero de vaquero y Gaga pantimedias rojas. La escenografía estuvo inspirada en la televisión estadounidense de los años 1960 y 1970, y a lo largo del vídeo se utilizan elementos característicos de dicha época. Las revistas Billboard y Variety lo describieron como «una propuesta de estilo retro inspirada en Nashville», mientras que otros medios señalaron que rinde tributo a varias parejas de la época como Elton John y Kiki Dee o Sonny Bono y Cher, así como también mencionaron que podría ser un guiño a la relación entre Joker y Harley Quinn en Joker: Folie à Deux (2024), película que Gaga también protagoniza. El 30 de abril de 2025, el clip alcanzó las mil millones de vistas en YouTube, que supuso el cuarto vídeo de Gaga en superar tal cifra y el décimo de Mars.

### Presentaciones en vivo
El 15 de agosto de 2024, Mars dio una actuación como parte de la inauguración del Intuit Dome en Los Ángeles, donde invitó a Gaga para el encore. Ambos replicaron la escenografía del videoclip de la canción, con Mars tocando la guitarra y Gaga el piano. En su artículo para la revista Rolling Stone, Brittany Spanos describió la presentación como «sublime» y «cargada de emoción», mientras que Thania Garcia de Variety afirmó que «Mars dejó lo mejor para el final al invitar a Gaga, quien interpretó el tema con una pasión que culminó en el gran coro, donde sus voces se transforman en una sola». El 27 de agosto, el dúo interpretó la canción dos veces durante la residencia de conciertos de Mars en el Dolby Live at Park MGM de Las Vegas. Dicha actuación fue posteriormente publicada el 29 de octubre en el canal de YouTube de Mars.
Por su parte, Mars incorporó una versión en piano de «Die with a Smile» al repertorio de su gira promocional Bruno Mars: Live in Brazil, realizada del 4 de octubre al 5 de noviembre de 2024 y que constó de catorce actuaciones en diversas ciudades de Brasil como Río de Janeiro y São Paulo. Por otro lado, Gaga la cantó en solitario en el especial navideño de Carpool Karaoke, como parte de The Late Late Show with James Corden y estrenado el 15 de diciembre en la plataforma Apple TV+. Gaga y Mars tenían previsto interpretar «Die with a Smile» el 2 de febrero de 2025 en la 67.ª edición de los Premios Grammy, pero debido a los incendios forestales de California ocurridos los días previos a la ceremonia, finalmente rindieron un tributo a los afectados interpretando «California Dreamin'». Posteriormente, Gaga la incluyó en su actuación para el festival de Coachella el 11 de abril de 2025, como parte del tercer acto del espectáculo. En la actuación, cantó solo sus versos en un piano hecho de calaveras mientras vestía un traje azul.

## Versiones de otros artistas
El 24 de septiembre de 2024, la cantante filipina Julie Anne San José publicó en sus redes sociales una versión de la canción, donde además de cantar, tocó la guitarra, el piano y la batería. El cantante italiano Damiano David interpretó una versión acústica en una sesión de SiriusXM Hits 1 en su estudio de Nueva York, acompañado de coristas y una banda en vivo. La revista NME describió esta interpretación como «minimalista, íntima y emotiva». El 18 de octubre, la cantante británica Perrie Edwards, presentó su versión de «Die with a Smile» en el segmento Live Lounge de BBC Radio 1, publicada en el canal de YouTube de la emisora.

## Posicionamiento en listas

### Semanales
| Alemania               | German Singles Chart          | 4  |
| Arabia Saudita         | Saudi Arabia Weekly Chart     | 1  |
| Argentina              | Argentina Hot 100             | 10 |
| Australia              | ARIA Top 50 Singles           | 2  |
| Austria                | Ö3 Austria Top 40             | 2  |
| Bélgica (Flandes)      | Ultratop 50                   | 1  |
| Bélgica (Valonia)      | Ultratop 40                   | 2  |
| Bolivia                | Bolivia Songs                 | 3  |
| Brasil                 | Brasil Hot 100                | 4  |
| Bulgaria               | Prophon International Top 10  | 4  |
| Canadá                 | Canadian Hot 100              | 1  |
| Chile                  | Chile Songs                   | 6  |
| Colombia               | Top Anglo Colombia            | 1  |
| Costa Rica             | Top 20 Semanal                | 13 |
| Croacia                | ARC Top 100                   | 1  |
| Dinamarca              | Tracklisten                   | 4  |
| Ecuador                | Ecuador Songs                 | 9  |
| El Salvador            | Top 20 General                | 10 |
| Emiratos Árabes Unidos | UAE Weekly Chart              | 1  |
| Eslovaquia             | Singles Digitál Top 100       | 3  |
| España                 | Top 50 Canciones              | 22 |
| Estados Unidos         | Billboard Hot 100             | 1  |
| Estados Unidos         | Digital Songs                 | 1  |
| Estados Unidos         | Radio Songs                   | 1  |
| Estados Unidos         | Streaming Songs               | 1  |
| Estados Unidos         | Pop Songs                     | 1  |
| Estados Unidos         | Adult Pop Songs               | 1  |
| Estados Unidos         | Adult Contemporary            | 5  |
| Estados Unidos         | Rhythmic                      | 32 |
| Estonia                | Eesti Tipp-40                 | 1  |
| Filipinas              | Philippines Hot 100           | 1  |
| Finlandia              | Suomen Virallinen Singlelista | 13 |
| Francia                | French Singles Chart          | 7  |
| Grecia                 | Digital Singles Chart         | 1  |
| Guatemala              | Top 20 General                | 14 |
| Honduras               | Top 20 Anglo                  | 8  |
| Hong Kong              | Hong Kong Songs               | 2  |
| Hungría                | Single Top 40                 | 7  |
| India                  | IMI International Top 20      | 1  |
| Indonesia              | Indonesia Songs               | 1  |
| Irlanda                | Irish Singles Chart           | 3  |
| Islandia               | Tonlist                       | 1  |
| Israel                 | Media Forest Top 20           | 1  |
| Italia                 | Top Singoli                   | 16 |
| Japón                  | Japan Hot 100                 | 38 |
| Letonia                | Latvijas Top 40               | 3  |
| Líbano                 | The Official Lebanese Top 20  | 1  |
| Lituania               | AGATA Top 100                 | 2  |
| Luxemburgo             | Luxembourg Songs              | 1  |
| Malasia                | Malaysia Songs                | 1  |
| México                 | Mexico Songs                  | 23 |
| Mundo                  | Global 200                    | 1  |
| Mundo                  | Global Excl. US               | 1  |
| Noruega                | VG-lista                      | 1  |
| Nueva Zelanda          | NZ Top 40 Singles Chart       | 1  |
| Países Bajos           | Single Top 100                | 1  |
| Panamá                 | Top 20 General                | 7  |
| Paraguay               | Top 20 General                | 3  |
| Perú                   | Peru Songs                    | 2  |
| Portugal               | Portuguese Singles Chart      | 1  |
| Reino Unido            | UK Singles Chart              | 2  |
| República Checa        | Singles Digitál Top 100       | 7  |
| Rumania                | Romania Songs                 | 15 |
| Singapur               | RIAS Top Songs Chart          | 1  |
| Sudáfrica              | South Africa Songs            | 1  |
| Suecia                 | Sverigetopplistan             | 2  |
| Suiza                  | Schweizer Hitparade           | 1  |
| Taiwán                 | Taiwan Songs                  | 4  |
| Uruguay                | Top 20 General                | 7  |
| Venezuela              | Top Anglo Venezuela           | 1  |

### Sucesión en listas
- Ver lista de predecesores y sucesores de «Die with a Smile» en las listas semanales

| Predecesor: «Birds of a Feather» de Billie Eilish                                                                                             | NZ Top 40 Singles Chart — Sencillo número 1 (nueve semanas) 26 de agosto de 2024 - 28 de octubre de 2024 | Sucesor: «Apt.» de Rosé y Bruno Mars |
| Predecesor: «A Bar Song (Tipsy)» de Shaboozey «Love Somebody» de Morgan Wallen                                                                | Digital Songs — Sencillo número 1 (dos semanas) 26 de agosto de 2024 - 2 de septiembre de 2024 9 de noviembre de 2024 - 16 de noviembre de 2024                                                                                        | Sucesor: «A Bar Song (Tipsy)» de Shaboozey «Goodbye Joe» de Tom MacDonald y Nova Rockafeller                                            |
| Predecesor: «Who» de Jimin «Apt.» de Rosé y Bruno Mars                                                                                        | RIAS Top Songs Chart — Sencillo número 1 (once semanas) 26 de agosto de 2024 - 28 de octubre de 2024 6 de febrero de 2025 - 20 de febrero de 2025                                                                                      | Sucesor: «Apt.» de Rosé y Bruno Mars «Luther» de Kendrick Lamar y SZA                                                                   |
| Predecesor: «Birds of a Feather» de Billie Eilish «Apt.» de Rosé y Bruno Mars                                                                 | Malaysia Songs — Sencillo número 1 (dieciséis semanas) 2 de septiembre de 2024 - 4 de noviembre de 2024 11 de enero de 2025 - 1 de marzo de 2025                                                                                       | Sucesor: «Apt.» de Rosé y Bruno Mars «跳楼机 Drop Towers» de LBI                                                                        |
| Predecesor: «Birds of a Feather» de Billie Eilish «Apt.» de Rosé y Bruno Mars «Not Like Us» de Kendrick Lamar                                 | Global 200 — Sencillo número 1 (diesiocho semanas) 2 de septiembre de 2024-26 de octubre de 2024 8 de febrero de 2025 - 15 de febrero de 2025 8 de marzo de 2025-9 de mayo de 2025                                                     | Sucesor: «Apt.» de Rosé y Bruno Mars «Not Like Us» de Kendrick Lamar «Ordinary» de Alex Warren                                          |
| Predecesor: «Birds of a Feather» de Billie Eilish «Apt.» de Rosé y Bruno Mars «Apt.» de Rosé y Bruno Mars                                     | Global Excl. US — Sencillo número 1 (diecisiete semanas) 2 de septiembre de 2024 - 26 de octubre de 2024 15 de febrero de 2025 - 7 de marzo de 2025 22 de marzo de 2025 - 28 de marzo de 2025 12 de abril de 2025 - 24 de mayo de 2025 | Sucesor: «Apt.» de Rosé y Bruno Mars «Apt.» de Rosé y Bruno Mars «Ordinary» de Alex Warren                                              |
| Predecesor: «Så længe jeg er sexy.» de Annika «Let's Go» de Stig Brenner y Arif Murakami                                                      | VG-lista — Sencillo número 1 (siete semanas) 6 de septiembre de 2024 - 13 de septiembre de 2024 20 de septiembre de 2024 - 18 de octubre de 2024                                                                                       | Sucesor: «Let's Go» de Stig Brenner y Arif Murakami «Sees igjen» de Golfklubb, Dizzy y Philippe                                         |
| Predecesor: «Satu Bulan» de Bernadya | Indonesia Songs — Sencillo número 1 (nueve semanas) 9 de septiembre de 2024 - 4 de noviembre de 2024 | Sucesor: «Apt.» de Rosé y Bruno Mars |
| Predecesor: «Sining» de Dionela y Jay R | Philippines Hot 100 — Sencillo número 1 (seis semanas) 16 de septiembre de 2024 - 2 de noviembre de 2024 | Sucesor: «Apt.» de Rosé y Bruno Mars |
| Predecesor: «Terug in de tijd» de Yves Berendse «Industry Plant» de Roxy Dekker «Vaag» de J-Fiz x Ksix con Veertien «Last Christmas» de Wham! | Single Top 100 — Sencillo número 1 (siete semanas) 16 de septiembre de 2024 - 28 de septmbre de 2024 5 de octubre de 2024-12 de octubre de 2024 26 de octubre de 2024-2 de noviembre de 2024 4 de enero de 2025-24 de enero de 2025    | Sucesor: «Industry Plant» de Roxy Dekker «Vaag» de J-Fiz x Ksix con Veertien «Damage» de Noano con Ronnie Flex «Ga dan!» de Roxy Dekker |
| Predecesor: «Black Friday (Pretty Like the Sun)» de Lost Frequencies y Tom Odell «A Bar Song (Tipsy)» de Shaboozey                            | Ultratop 50 Flanders — Sencillo número 1 (dos semanas) 12 de octubre de 2024 - 19 de octubre de 2024 16 de noviembre de 2024 - 23 de noviembre de 2024                                                                                 | Sucesor: «Het midden» de Pommelien Thijs y Meau «Het midden» de Pommelien Thijs & Meau                                                  |
| Predecesor: «The Emptiness Machine» de Linkin Park                                                                                            | Schweizer Hitparade — Sencillo número 1 (cinco semanas) 20 de octubre de 2024 - 24 de noviembre de 2025 | Sucesor: «The Emptiness Machine» de Linkin Park                                                                                         |
| Predecesor: «Birds of a Feather» de Billie Eilish «Apt.» de Rosé y Bruno Mars                                                                 | Pop Songs — Sencillo número 1 (cuatro semanas) 23 de noviembre de 2024 - 14 de diciembre de 2024 8 de marzo de 2025 - 14 de marzo de 2025                                                                                              | Sucesor: «Stargazing» de Myles Smith «That's So True» de Gracie Abrams                                                                  |
| Predecesor: «Birds of a Feather» de Billie Eilish «Stargazing» de Myles Smith «That's So True» de Gracie Abrams                               | Adult Pop Songs — Sencillo número 1 (nueve semana) 7 de diciembre de 2024 - 14 de diciembre de 2024 8 de marzo de 2025 - 5 de abril de 2025 12 de abril de 2025 - 10 de mayo de 2025                                                   | Sucesor: «Stargazing» de Myles Smith «That's So True» de Gracie Abrams «Pink Pony Club» de Chappell Roan                                |
| Predecesor: «All I Want for Christmas Is You» de Mariah Carey «4X4» de Travis Scott                                                           | Billboard Hot 100 — Sencillo número 1 (cinco semanas) 11 de enero de 2025 - 1 de febrero de 2025 8 de febrero - 15 de febrero | Sucesor: «4X4» de Travis Scott «Not Like Us» de Kendrick Lamar                                                                          |
| Predecesor: «All I Want for Christmas Is You» de Mariah Carey «DTMF» de Bad Bunny                                                             | Streaming Songs — Sencillo número 1 (tres semanas) 11 de enero de 2025 - 25 de enero de 2025 8 de febrero - 14 de febrero de 2025 | Sucesor: «DTMF» de Bad Bunny «I'm the Problem» de Morgan Wallen                                                                         |
| Predecesor: «A Bar Song (Tipsy)» de Shaboozey                                                                                                 | Radio Songs — Sencillo número 1 (ocho semanas) 8 de febrero de 2025 - 11 de abril de 2025 | Sucesor: «Luther» de Kendrick Lamar y SZA                                                                                               |

### Anuales
| Alemania          | German Singles Chart     | 71 |
| Australia         | ARIA Top 100 Singles     | 31 |
| Austria           | Ö3 Austria Top 40        | 40 |
| Bélgica (Flandes) | Ultratop 50              | 40 |
| Bélgica (Valonia) | Ultratop 40              | 53 |
| Canadá            | Canadian Hot 100         | 57 |
| Dinamarca         | Tracklisten              | 47 |
| Estados Unidos    | Billboard Hot 100        | 62 |
| Estados Unidos    | Digital Songs            | 34 |
| Estados Unidos    | Streaming Songs          | 47 |
| Estados Unidos    | Adult Pop Songs          | 48 |
| Estados Unidos    | Adult Contemporary       | 25 |
| Estonia           | Eesti Tipp-40            | 39 |
| Filipinas         | Philippines Hot 100      | 12 |
| Francia           | French Singles Chart     | 66 |
| India             | IMI International Top 20 | 12 |
| Islandia          | Tonlist                  | 13 |
| Lituania          | AGATA Top 100            | 44 |
| Mundo             | Global 200               | 74 |
| Nueva Zelanda     | NZ Top 40 Singles Chart  | 22 |
| Países Bajos      | Single Top 100           | 24 |
| Portugal          | Portuguese Singles Chart | 13 |
| Reino Unido       | UK Singles Chart         | 37 |
| Suecia            | Sverigetopplistan        | 74 |
| Suiza             | Schweizer Hitparade      | 34 |
| Venezuela         | Top Anglo Venezuela      | 7  |

### Certificaciones
| País          | Organismo certificador | Certificación | Ventas certificadas | Ref.    |
| ------------- | ---------------------- | ------------- | ------------------- | ------- |
| Alemania      | BVMI                   | Oro           | 300 000             | [ 187 ] |
| Australia     | ARIA                   | 4× Platino    | 280 000             | [ 188 ] |
| Bélgica       | BEA                    | Platino       | 40 000              | [ 189 ] |
| Brasil        | Pro-Música Brasil      | 5× Diamante   | 800 000             | [ 190 ] |
| Canadá        | CRIA                   | 4× Platino    | 320 000             | [ 191 ] |
| Dinamarca     | IFPI — Dinamarca       | Platino       | 90 000              | [ 192 ] |
| España        | PROMUSICAE             | 2× Platino    | 120 000             | [ 193 ] |
| Francia       | SNEP                   | Diamante      | 500 000             | [ 91 ]  |
| Grecia        | IFPI — Grecia          | 2× Platino    | 40 000              | [ 92 ]  |
| Italia        | FIMI                   | Platino       | 100 000             | [ 194 ] |
| Noruega       | IFPI — Noruega         | Platino       | 60 000              | [ 195 ] |
| Nueva Zelanda | RMNZ                   | 3× Platino    | 90 000              | [ 196 ] |
| Polonia       | ZPAV                   | 2× Platino    | 100 000             | [ 93 ]  |
| Portugal      | AFP                    | 2× Platino    | 20 000              | [ 94 ]  |
| Reino Unido   | BPI                    | 2× Platino    | 1 200 000           | [ 76 ]  |
| Suiza         | IFPI — Suiza           | Platino       | 30 000              | [ 81 ]  |

## Premios y nominaciones
| Año  | Premiación               | Categoría                                          | Resultado | Ref.            |
| ---- | ------------------------ | -------------------------------------------------- | --------- | --------------- |
| 2024 | Gold Derby Awards        | Grabación del año                                  | Nominado  | [ 112 ]         |
| 2024 | Gold Derby Awards        | Canción del año                                    | Nominado  | [ 112 ]         |
| 2024 | Gold Derby Awards        | Mejor colaboración                                 | Ganador   | [ 112 ]         |
| 2024 | Gold Derby Awards        | Mejor canción pop                                  | Nominado  | [ 112 ]         |
| 2024 | Gold Derby Awards        | Mejor video musical                                | Nominado  | [ 112 ]         |
| 2024 | MTV Europe Music Awards  | Mejor colaboración                                 | Nominado  | [ 197 ]         |
| 2024 | NRJ Music Awards         | Colaboración internacional del año                 | Ganador   | [ 109 ]         |
| 2024 | Premios Musa             | Canción anglo internacional del año                | Ganador   | [ 110 ] [ 198 ] |
| 2024 | Premios Musa             | Colaboración internacional del año                 | Ganador   | [ 110 ] [ 198 ] |
| 2025 | American Music Awards    | Colaboración del año                               | Ganador   | [ 199 ] [ 200 ] |
| 2025 | American Music Awards    | Canción del año                                    | Nominado  | [ 199 ] [ 200 ] |
| 2025 | American Music Awards    | Canción pop favorita                               | Nominado  | [ 199 ] [ 200 ] |
| 2025 | American Music Awards    | Videoclip favorito                                 | Ganador   | [ 199 ] [ 200 ] |
| 2025 | ASCAP Pop Music Awards   | Canción más interpretada                           | Ganador   | [ 201 ]         |
| 2025 | Gaffa Awards (Dinamarca) | Sencillo internacional del año                     | Nominado  | [ 202 ]         |
| 2025 | Premios Grammy           | Canción del año                                    | Nominado  | [ 104 ] [ 203 ] |
| 2025 | Premios Grammy           | Mejor interpretación de pop de dúo/grupo           | Ganador   | [ 104 ] [ 203 ] |
| 2025 | iHeartRadio Music Awards | Mejor colaboración                                 | Ganador   | [ 113 ] [ 204 ] |
| 2025 | iHeartRadio Music Awards | Mejor video musical                                | Nominado  | [ 113 ] [ 204 ] |
| 2025 | Kids' Choice Awards      | Colaboración musical favorita                      | Nominado  | [ 205 ]         |
| 2025 | MTV Video Music Awards   | Vídeo del año                                      | Pendiente | [ 206 ]         |
| 2025 | MTV Video Music Awards   | Canción del año                                    | Pendiente | [ 206 ]         |
| 2025 | MTV Video Music Awards   | Mejor vídeo pop                                    | Pendiente | [ 206 ]         |
| 2025 | MTV Video Music Awards   | Mejor colaboración                                 | Pendiente | [ 206 ]         |
| 2025 | Music Awards Japan       | Mejor canción pop internacional en Japón           | Nominado  | [ 207 ]         |
| 2025 | Music Awards Japan       | Mejor canción internacional elegida por el público | Nominado  | [ 207 ]         |
| 2025 | Rockbjörnen              | Canción internacional del año                      | Nominado  | [ 208 ]         |